# Terminal Grajaú
Grajaú es un terminal de ómnibus de la ciudad de São Paulo. Ubicado en el barrio de Grajaú, en la región sur de la ciudad, en la Avenida Dona Belmira Marin - Parque São Paulo. Es atendida por 14 líneas e integrada con la Estación Grajaú de los trenes de CPTM.

## En operación
| Línea | Prefijo | Destino                                            |
| ----- | ------- | -------------------------------------------------- |
| 675X  | 10      | Metro Vila Mariana via Avenida Vereador José Diniz |
| 5630  | 10      | Metro Brás via Aeroporto                           |
| 6016  | 10      | Jardim Noronha                                     |
| 6016  | 41      | Jardim Porto Velho                                 |
| 6031  | 10      | Jardim São Bernardo                                |
| 6053  | 10      | Jardim Ellus                                       |
| 6061  | 10      | Jardim Marilda                                     |
| 6062  | 10      | Jardim Castro Alves                                |
| 6063  | 41      | Jardim Novo Marilda                                |
| 6083  | 10      | Jardim Eliana                                      |
| 6726  | 10      | Jardim Gaivotas via Pq. Res. Cocaia                |
| 6970  | 10      | Terminal Santo Amaro via Lgo. Socorro              |
| 6L11  | 10      | Ilha do Bororé                                     |

- Datos: Q9086187